# Variável (programação)

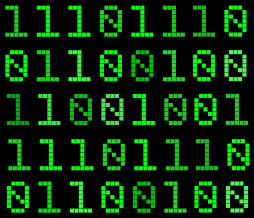
Binário

Na programação, uma variável é um objeto (uma posição, frequentemente localizada na memória) capaz de reter e representar um valor ou expressão. Enquanto as variáveis só "existem" em tempo de execução, elas são associadas a "nomes", chamados identificadores, durante o tempo de desenvolvimento.
Quando nos referimos à variável, do ponto de vista da programação de computadores, estamos tratando de uma “região de memória (do computador) previamente identificada cuja finalidade é armazenar os dados ou informações de um programa por um determinado espaço de tempo”. A memória do computador se organiza tal qual um armário com várias divisões. Sendo cada divisão identificada por um endereço diferente em uma linguagem que o computador entende.
O computador armazena os dados nessas divisões, sendo que em cada divisão só é possível armazenar um dado e toda vez que o computador armazenar um dado em uma dessas divisões, o dado que antes estava armazenado é eliminado. O conteúdo pode ser alterado, mas somente um dado por vez pode ser armazenado naquela divisão. O computador identifica cada divisão por intermédio de um endereço no formato hexadecimal, e as linguagens de programação permitem nomear cada endereço ou posição de memória, facilitando a referência a um endereço de memória. Uma variável é composta por dois elementos básicos: o conteúdo,o valor da variável e identificador, um nome dado à variável para possibilitar sua utilização.
Exemplo de uma variável com JavaScript:
```
// Variável que contém um dado do tipo "string"

var
 
exemplo
 
=
 
'Isso é um exemplo de uma variável com nome "exemplo".'
;

exemplo
 
=
 
'Agora a variável "exemplo" tem novo valor.'
;

```

## Classificação de variáveis
- Variáveis globais - são aquelas declaradas fora do escopo das funções
- Variáveis locais - são aquelas declaradas no inicio do bloco e seus escopos são restritos aos blocos em que foram declaradas

## Nomenclatura
Para padrões de nomenclatura veja:
- Notação húngara
- CamelCase
- 123